# John Bentley
John Bentley (ur. lipiec 1860 w Turton, Lancashire, zm. 1930) – angielski trener piłkarski i czwarty sekretarz (termin "manager" został po raz pierwszy użyty w przypadku Jacka Robsona) Manchesteru United. Jego poprzednikiem był J. Ernest Mangnall, który w 1912 został trenerem Manchesteru City. Bentley szkolił Manchester przez 2 lata, po czym został zastąpiony przez wspomnianego Jacka Robsona w 1914.